# La Carlota (Spanien)
La Carlota ist eine Stadt mit 14.381 Einwohnern (Stand: 2024) in der Provinz Córdoba in Andalusien.

## Geographie und Klima
La Carlota ist eingebettet in die Region Valle Medio del Guadalquivir, mitten in der Landschaft von Córdoba, und liegt 30 Kilometer südwestlich der Provinzhauptstadt Córdoba. Das Gemeindegebiet wird von der Autobahn durchquert. Sie liegt in einem für die Landwirtschaft geeigneten Gebiet und hat ein Relief von sanften und welligen Hängen. Das Klima ist typisch für den Süden Spaniens, mit einer jährlichen Niederschlagsmenge von über 600 mm und sehr hohen Temperaturen im Sommer und gemäßigten im Winter.

## Geschichte
La Carlota wurde im Jahr 1767 gegründet. König Karl III. von Spanien wollte einige entvölkerte Gebiete des Guadalquivir-Tals und der Sierra Morena kolonisieren. Dieses große Projekt etablierte drei Hauptsiedlungsgebiete: La Carolina (Jaén), La Carlota (Córdoba), und La Luisiana (Sevilla). Ziel dieser Kolonisation war es, einerseits den Postkutschenverkehr vor dem Banditentum zu schützen und andererseits wieder ertragreiche Bauernhöfe zu etablieren. Etwa 6000 deutsche und flämische katholische Siedler sowie einige Katalanen und Valencianer kamen als Neusiedler. Deutsche wurden von Johann Kaspar Thürriegel rekrutiert. Von diesen 6000 Kolonisten ließen sich etwa 1600 in Carlota nieder. Aus diesem Grund sind mitteleuropäische Nachnamen und ethnische Merkmale und Charakteristika unter den Einwohnern verbreitet und Schweinefleischeintopf und in Wein gekochte Würstchen sind beliebte lokale Gerichte.
Neben dem Einfluss deutscher und flämischer Siedler gab es auch einen bedeutenden französischen Einfluss, der zu der lokalen Verwaltungsform mit "Departements" anstelle von Dörfern führte. Aus demselben Grund haben die Straßenpläne des größten Teils der Hauptsiedlung La Carlota und fast aller Dörfer ein rechtwinkliges Raster von Straßen und Gassen.